# Samuel Scheimann
Samuel Scheimann (Afula, 3 novembre 1987) è un ex calciatore israeliano con passaporto olandese, di ruolo difensore.

## Palmarès

### Club

#### Competizioni nazionali
- Coppa di Israele: 1

Hapoel Haifa: 2017-2018